# Haapasaari (ö i Södra Savolax, Nyslott, lat 61,82, long 28,56)
Haapasaari är en ö i Finland. Den ligger i sjön Pihlajavesi och i kommunen Nyslott i  landskapet Södra Savolax, i den sydöstra delen av landet, 260 km nordost om huvudstaden Helsingfors. Öns area är 18,4 hektar och dess största längd är 0,8 kilometer i nord-sydlig riktning.